# Haidingerite
La haidingerite è un minerale.